# Ameromassaria
Ameromassaria — рід грибів. Назва вперше опублікована 1918 року.

## Класифікація
До роду Ameromassaria відносять 1 вид:
- Ameromassaria japonica